# Wiktoryna Bakałowiczowa

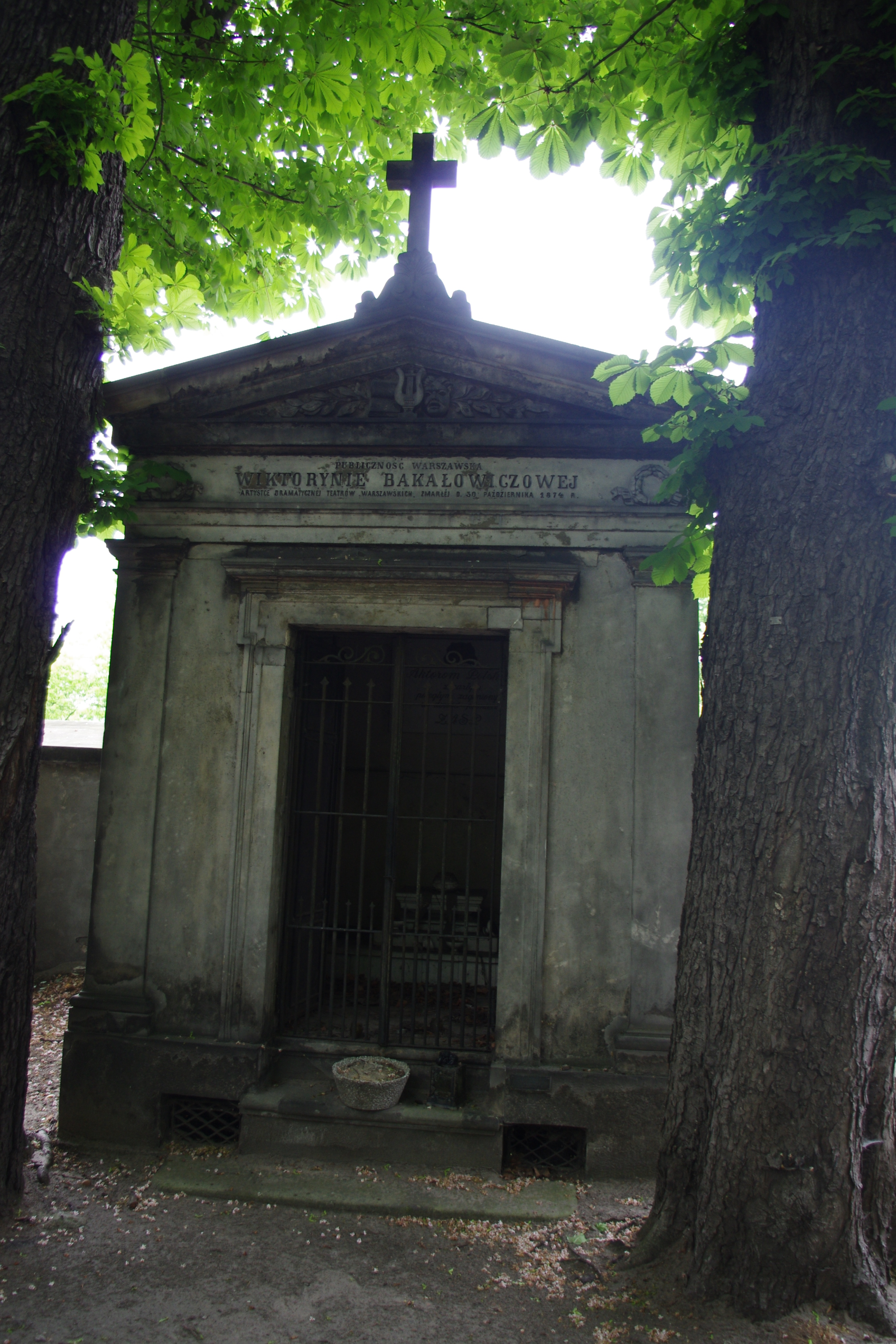
Grób aktorki Wiktoryny Bakałowiczowej na Starych Powązkach w Warszawie (Pod murem I-88/89)

Wiktoryna Józefa Bakałowiczowa (ur. 17 października 1835 w Warszawie, zm. 30 października 1874 tamże) – aktorka teatralna.
Pochodziła z rodziny teatralnej (córka Wojciecha Szymanowskiego i Joanny z Meissnerów), kształciła się u Jasińskiego, a w śpiewie – u Quattriniego. Pierwszy raz wystąpiła na scenie w 1852 roku w operetce Dobranoc, panie Pantalon!. W 1856 roku wyszła za mąż za malarza Władysława Bakałowicza, z którym się rozeszła w 1861 roku. Pochowana na cmentarzu Powązkowskim w Warszawie (kwatera pod murem 1-88/89).